# ヒルズデール (ポートランド)

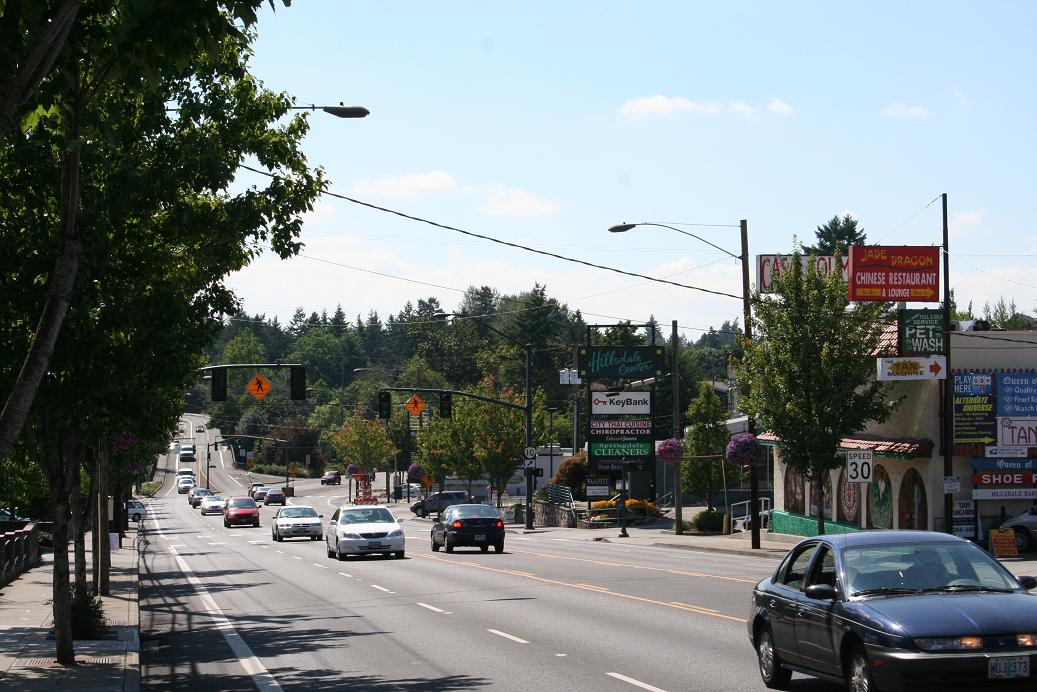
ヒルズデールの風景

ヒルズデール（英: Hillsdale）は、アメリカ合衆国オレゴン州ポートランド市南西部にある地区である。南西キャピトル・ハイウェイ沿いのショッピングモールが連なる小売・商業地区を中心とする地区である。夏の間、地区内ではヒルズデール・ファーマーズ・マーケットが毎週日曜日に開かれる。
ヒルズデール地区は、北部でサウスウェスト・ヒルズ地区、ヒーリー・ハイツ地区、ホームステッド地区に接し、東部でサウス・ポートランド地区に接し、南部でサウス・バーリンゲーム地区とマルトノマ地区に接し、西部でヘイハースト地区とブライドルマイル地区に接する。
地区内ではオレゴン州道10号線が通っており、北はダウンタウン、西はローリーヒルズやビーバートン市に続いている。

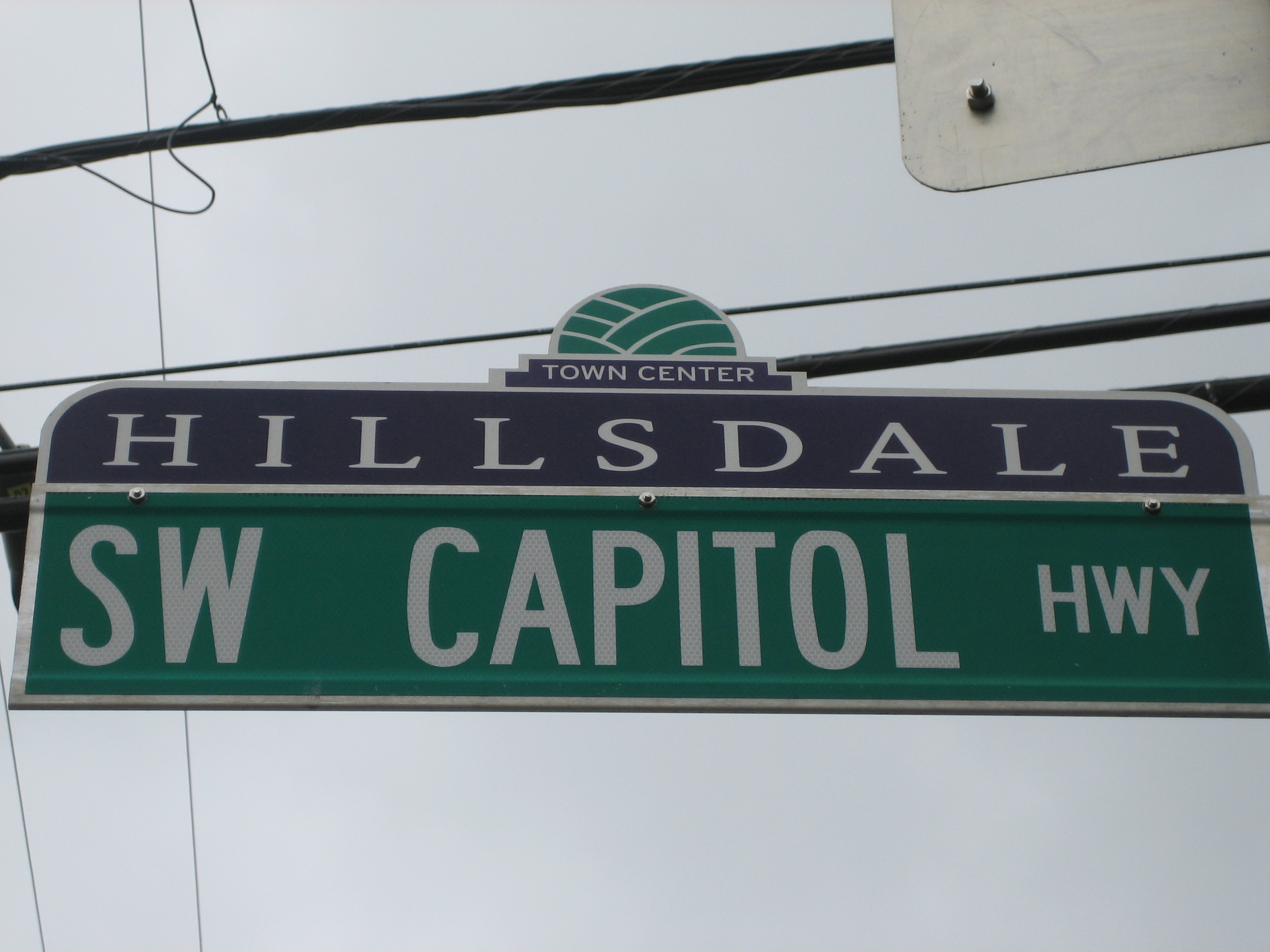
ヒルズデール地区を示す標識

## 教育
- ウッドロウ・ウィルソン高等学校
- ロバート・グレイ中学校
- メリー・リーク小学校